# Список пенитенциарных учреждений Арканзаса
Список пенитенциарных учреждений Арканзаса составлен по материалам исправительного департамента штата, Федерального бюро тюрем, Бюро юридической статистики США и частных операторов тюрем.
По состоянию на конец 2011 года в пенитенциарных учреждениях штата содержалось 16,108 заключённых (в 2010 году — 16,204, в 2009 году — 15,208). Исправительный департамент Арканзаса управляет 19 учреждениями. Кроме того, в штате расположена федеральная тюрьма.  
| Название учреждения                                                                           | Тип и режим учреждения                         | Месторасположение                            | Примечания |
| Отделение максимального уровня безопасности (англ. Maximum Security Unit)                     | Тюрьма штата максимального уровня безопасности | Такер 34°27′16″ с. ш. 91°54′56″ з. д.        | Тюрьма открылась в 1983 году, вместимость — более 0,5 тыс. заключённых. |
| Отделение Камминс (англ. Cummins Unit)                                                        | Тюрьма штата                                   | Грейди 34°03′07″ с. ш. 91°35′02″ з. д.       | Тюрьма открылась в 1902 году, вместимость — до 1,9 тыс. заключённых, имеются сектора для психически больных, промышленное производство (пищевое) и подсобное хозяйство, в учреждении приводятся в исполнение все смертные приговоры штата.                                           |
| Отделение Варнер (англ. Varner Unit)                                                          | Тюрьма штата                                   | Грейди 34°02′32″ с. ш. 91°36′26″ з. д.       | Тюрьма открылась в 1987 году, вместимость — до 1,6 тыс. заключённых, имеются сектор максимального уровня безопасности с камерами «смертников», классы профессионально-технического образования, промышленное производство и подсобное хозяйство.                                     |
| Региональное отделение Восточного Арканзаса (англ. East Arkansas Regional Unit)               | Тюрьма штата                                   | Брикис 34°50′56″ с. ш. 90°35′55″ з. д.       | Тюрьма открылась в 1992 году, вместимость — более 1,4 тыс. заключённых, имеется подсобное хозяйство. |
| Отделение Уачита-Ривер (англ. Ouachita River Unit)                                            | Тюрьма штата среднего уровня безопасности      | Малверн 34°20′42″ с. ш. 92°50′32″ з. д.      | Тюрьма открылась в 2003 году, вместимость — до 1,3 тыс. заключённых, имеются промышленное производство и подсобное хозяйство. |
| Отделение Граймс (англ. Grimes Unit)                                                          | Тюрьма штата                                   | Ньюпорт 35°37′34″ с. ш. 91°11′26″ з. д.      | Тюрьма открылась в 1998 году (до 2001 года управлялась частной компанией), вместимость — 1 тыс. заключённых, имеются промышленное производство и подсобное хозяйство. |
| Отделение Райтсвилл (англ. Wrightsville Unit)                                                 | Тюрьма штата                                   | Райтсвилл 34°36′08″ с. ш. 92°11′33″ з. д.    | Тюрьма открылась в 1981 году, вместимость — 0,85 тыс. заключённых, имеются сектор для слепых, тюремная больница, подсобное хозяйство. |
| Отделение Макферсон (англ. McPherson Unit)                                                    | Тюрьма штата                                   | Ньюпорт 35°37′34″ с. ш. 91°11′26″ з. д.      | Тюрьма открылась в 1998 году (до 2001 года управлялась частной компанией), вместимость — 0,8 тыс. заключённых (женщин), имеются центр приёма и классификации, камеры «смертников», классы профессионально-технического образования, промышленное производство и подсобное хозяйство. |
| Отделение Такер (англ. Tucker Unit)                                                           | Тюрьма штата                                   | Такер 34°27′16″ с. ш. 91°54′56″ з. д.        | Тюрьма открылась в 1916 году, вместимость — 0,8 тыс. заключённых, имеются тюремная больница, классы профессионально-технического образования, промышленное производство и подсобное хозяйство.                                                                                       |
| Северо-Центральное отделение (англ. North Central Unit)                                       | Тюрьма штата                                   | Калико-Рок 36°09′49″ с. ш. 92°09′06″ з. д.   | Тюрьма открылась в 1990 году, вместимость — 0,5 тыс. заключённых, имеется подсобное хозяйство. |
| Исправительное учреждение Рендалла Уильямса (англ. Randall L. Williams Correctional Facility) | Тюрьма штата                                   | Пайн-Блафф 34°13′09″ с. ш. 92°04′39″ з. д.   | Тюрьма открылась в 1990 году, вместимость — 0,5 тыс. заключённых. |
| Региональный исправительный центр Тексарканы (англ. Texarkana Regional Correction Center)     | Тюрьма штата                                   | Тексаркана 33°25′34″ с. ш. 94°02′28″ з. д.   | Тюрьма открылась в 1983 году, вместимость — более 0,1 тыс. заключённых. |
| Региональное отделение Дельта (англ. Delta Regional Unit)                                     | Тюрьма штата                                   | Дермотт 33°31′23″ с. ш. 91°25′43″ з. д.      | Тюрьма открылась в 1990 году, вместимость — до 0,5 тыс. заключённых. |
| Программа «Тренировочный лагерь» (англ. Boot Camp Program)                                    | Тюрьма штата                                   | Такер 34°27′16″ с. ш. 91°54′56″ з. д.        | Тюрьма открылась в 1990 году, вместимость — более 0,25 тыс. заключённых, специализируется на женщинах, осуждённых в первый раз, или приговорённых к выездным работам (программа максимально приближена к армейскому курсу подготовки новобранцев).                                   |
| Центр Аарона Хоукинса (англ. J. Aaron Hawkins Sr. Center)                                     | Тюрьма штата минимального уровня безопасности  | Райтсвилл 34°36′08″ с. ш. 92°11′33″ з. д.    | Тюрьма открылась в 2006 году, вместимость — более 0,4 тыс. заключённых, имеются сектора для женщин и мужчин. |
| Отделение Пайн-Блафф (англ. Pine Bluff Unit)                                                  | Центр выездных работ штата                     | Пайн-Блафф 34°13′15″ с. ш. 92°04′52″ з. д.   | Центр открылся в 1976 году, вместимость — более 0,4 тыс. человек. |
| Отделение Бентон (англ. Benton Unit)                                                          | Центр выездных работ штата                     | Бентон 34°31′26″ с. ш. 92°39′19″ з. д.       | Центр открылся в 1974 году, вместимость — более 0,3 тыс. человек. |
| ЦВР округа Миссисипи (англ. Mississippi County Work Release Center)                           | Центр выездных работ штата                     | Лаксора 35°46′42″ с. ш. 89°57′51″ з. д.      | Центр открылся в 1975 году, вместимость — более 0,1 тыс. человек. |
| ЦВР Северо-Западного Арканзаса (англ. Northwest Arkansas Work Release Center)                 | Центр выездных работ штата                     | Спрингдейл 36°11′12″ с. ш. 94°07′46″ з. д.   | Центр открылся в 1980 году, вместимость — менее 0,05 тыс. человек. |
| Федеральный исправительный комплекс Форрест-Сити (англ. FCC Forrest City)                     | Федеральная тюрьма                             | Форрест-Сити 34°58′32″ с. ш. 90°48′15″ з. д. | Состоит из двух частей: Федерального исправительного учреждения Форрест-Сити среднего уровня безопасности и Федерального исправительного учреждения Форрест-Сити низкого уровня безопасности (имеется лагерь минимального уровня безопасности).                                      |

|               |                     |
| Тюрьма Варнер | Тюрьма Уачита-Ривер |